# Cryptonevra praestans
Cryptonevra praestans är en tvåvingeart som beskrevs av Kanmiya 1983. Cryptonevra praestans ingår i släktet Cryptonevra och familjen fritflugor. Inga underarter finns listade i Catalogue of Life.